# Little Posbrook
Little Posbrook – osada w Anglii, w hrabstwie Hampshire. Leży 27 km na południe od miasta Winchester i 108 km na południowy zachód od Londynu.